# Ernst Vanselow
Ernst Wilhelm Daniel Vanselow, anche erroneamente von Vanselow, (Gera, 1º aprile 1876 – dopo il 1939) fu un avvocato tedesco e capitano di vascello (Kapitän zur See) della marina Imperiale tedesca.

## Biografia

### Origini e famiglia
Vanselow era figlio del Regierungs- und Geheimen Medizinalrat Paul Ludwig Hermann Vanselow e di sua moglie Johanne, nata Ascher.
Il 15 giugno 1914 sposa a Berlino-Charlottenburg Alma Maria Julie Elisabeth von Ziegler (nata nel 1886 a Berlino), figlia del colonnello Karl Adolf von Ziegler e di sua moglie Marie Elise, nata Schmidt.
Un anno dopo nacque il figlio Joachim Dieter, ucciso mentre era medico militare nella battaglia di El Alamein nel luglio 1942. Nel 1919 nacque la figlia Ruth, che in seguito divenne psicoanalista.

### Attività
Ernst Vanselow si arruolò nella Marina imperiale il 9 aprile 1892. Venne inviato sulla nave scuola Stosch alla fine di marzo 1893, diventa Seekadett il 10 aprile 1893. Alla fine di aprile 1894 fu inviato sul Württemberg e il 21 settembre 1894 entrò nella scuola navale.
Nel 1909 divenne Korvettenkapitän. Dal giugno 1911 al novembre 1912 fu comandante della Jaguar, che fu impiegato nel corso della rivoluzione cinese del 1911.
Con l'inizio della guerra, divenne vice addetto militare a Bruxelles come Fregattenkapitän (in pensione) (promozione il 27 gennaio 1915).

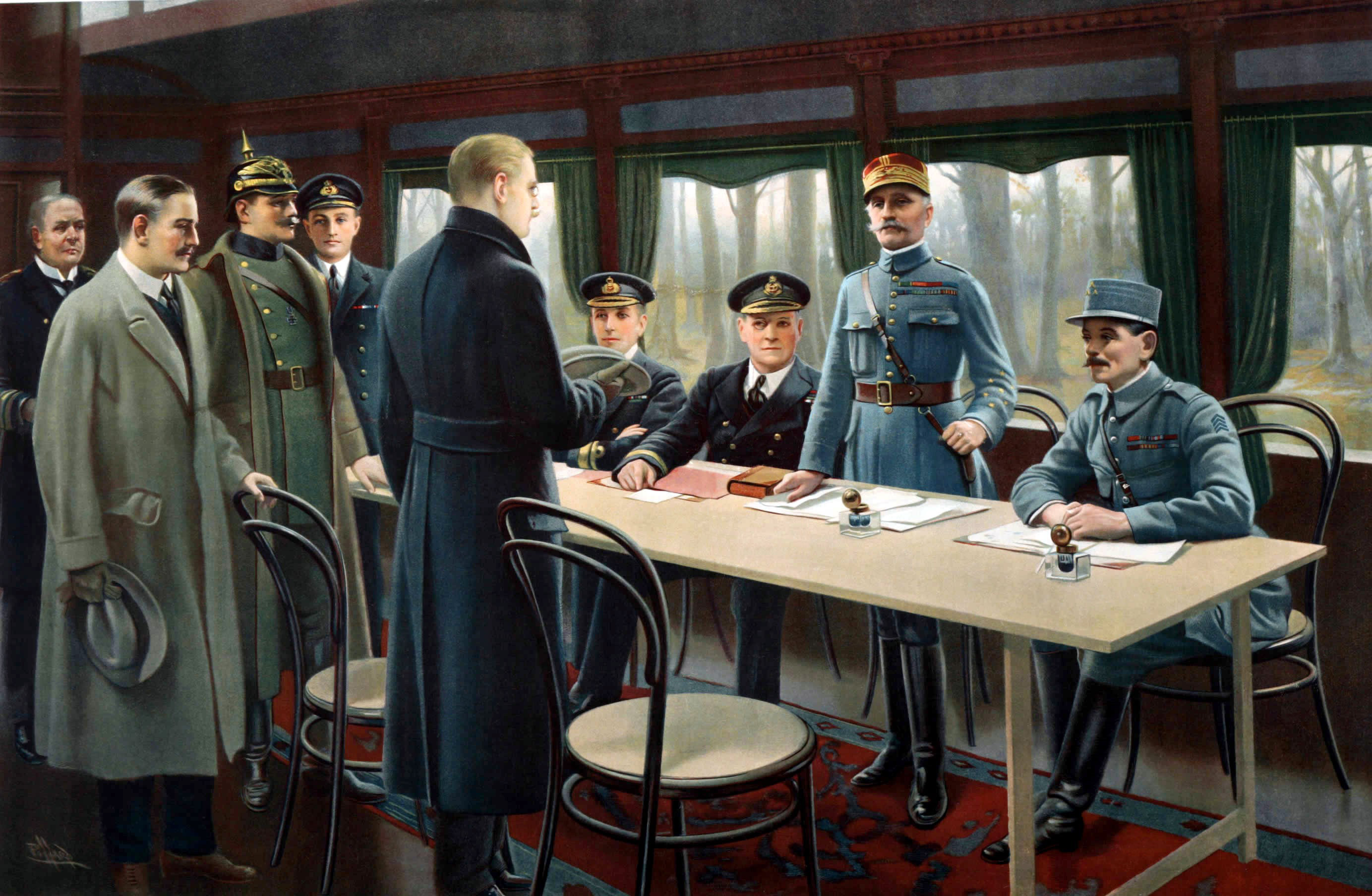
Ernst Vanselow (all'estrema sinistra) al commiato dopo la firma dell'accordo di armistizio dell'11 novembre 1918 in una vagone ferroviario nella foresta di Compiègne.

Il 26 aprile 1917 fu promosso Kapitän zur See, poi ricoprì la carica di Dezernent B 1 nello Stato Maggiore della Marina e quindi, come successore di Hans Zenker fu capo dipartimento del gruppo di politica militare fino al settembre 1918. Per due mesi fu vice comandante della Kaiser finché la nave non fu internata.
Alla fine di ottobre del 1918, fece prima parte della Commissione preparatoria dell'armistizio della Marina imperiale insieme al contrammiraglio Hugo Meurer, al Fregattenkapitän Erich Raeder e al Korvettenkapitän Louis Leisler Kiep e poi divenne membro della commissione tedesca dell'armistizio. La delegazione tedesca di quattro uomini, composta dal segretario di Stato Matthias Erzberger, dal capo degli affari dell'esercito e generale Detlof von Winterfeldt, dal rappresentante del mistero degli Esteri Alfred von Oberndorff e da Vanselow come rappresentante della Marina imperiale, attraversò il confine sull'attuale territorio comunale di La Flamengrie il 7 novembre 1918 presso l'attuale Monument de la Pierre d'Haudroy e giunse nella prima mattinata dell'8 novembre alla radura di Compiègne nell'omonima foresta, dove il maresciallo Ferdinand Foch fece leggere nella "carrozza dell'armistizio" i termini per l'armistizio, considerati molto duri. La sera dell'8 novembre 1918, Paul von Hindenburg chiese espressamente alla delegazione tedesca, in due dispacci in parte non codificati, di accettare le condizioni anche se non erano possibili miglioramenti. Nei negoziati che seguirono, si riuscì a ottenere solo poche concessioni. La mattina dell'11 novembre 1918, tra le 5:12 e le 5:20 ora francese, entrambe le delegazioni firmarono l'armistizio di Compiègne.
Durante i negoziati, Vanselow avrebbe chiesto che la flotta tedesca fosse internata in porti neutrali, sottolineando che la Marina imperiale non era stata sconfitta. Il governo britannico ignorò questa richiesta e indicò Scapa Flow come luogo di internamento della flotta.
Vanselow fu congedato dalla Marina il 7 novembre 1919.
Nel 1921 conseguì il dottorato presso l'Università di Friburgo con una tesi sui blocchi navali e il diritto internazionale. Iniziò quindi a pubblicare nel campo del diritto.

## Opere
- Die Blockade von Port Arthur. In: Marine-Rundschau, 1907, S. 569 ff und 727 ff.
- Wilhelm Tafel: Das internationale Recht der Nordsee. In: Niemeyers Zeitschrift für internationales Recht, Leipzig, 1927, S.  2–5.
- Zur Rechtsstellung der Küstengewässer. In: Niemeyers Zeitschrift für internationales Recht, Leipzig, 1928, S. 302–310.
- Die historische Entwicklung des Prisenrechts. In: Marine-Rundschau, Heft 1, Berlin, 1928, S. 14–33.
- Völkerrecht: Einführung in die Praxis der Staaten. Mittler und Sohn, Berlin, 1931.
- gemeinsam mit Eduard von Waldkirch: Neutralitätsrecht. Kohlhammer Verlag, Stuttgart, 1936.